# Cittadinanza israeliana

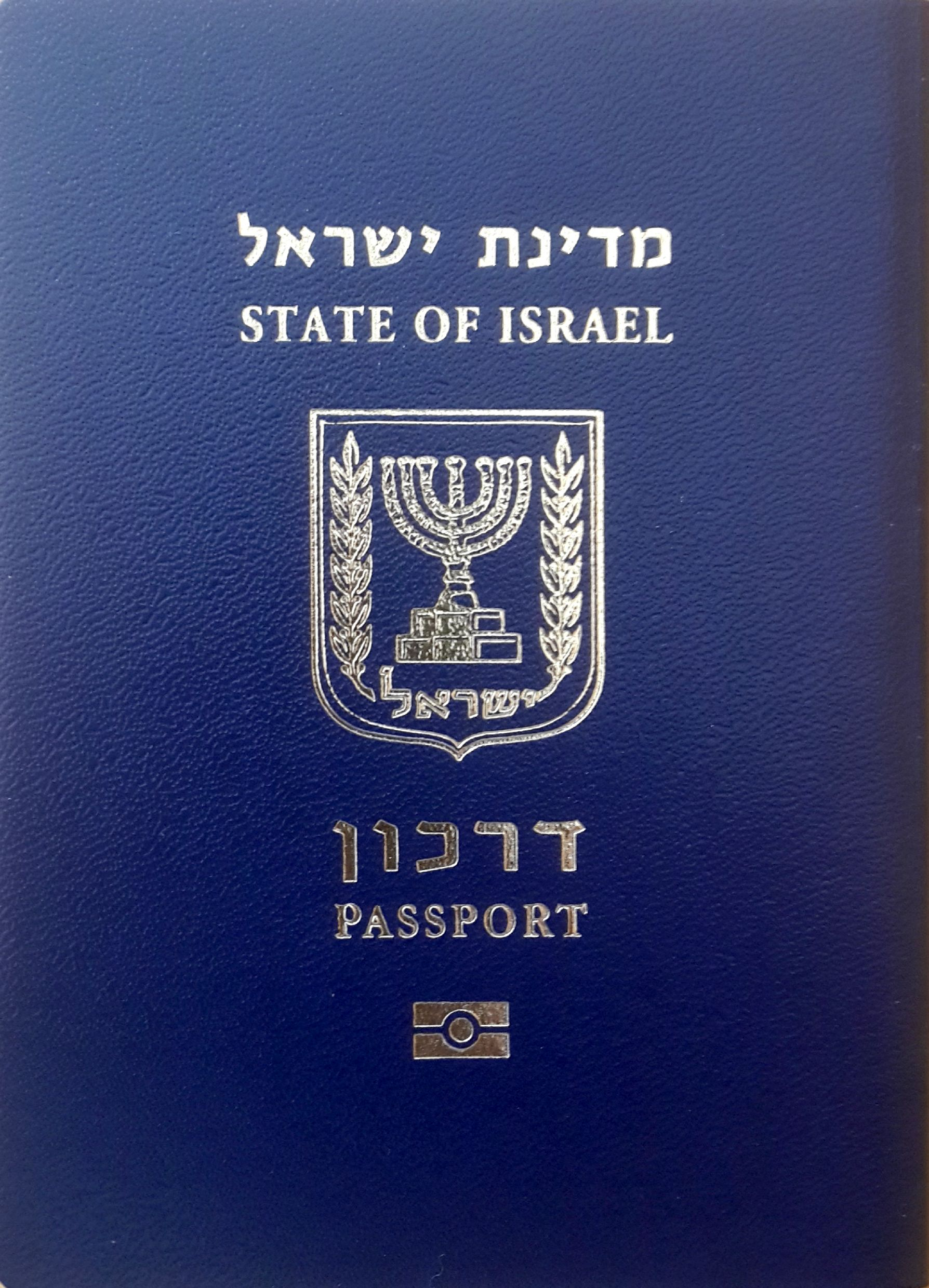
La copertina di un passaporto biometrico israeliano contemporaneo rilasciato dal 2013.

La cittadinanza israeliana (in ebraico  אזרחות ישראלית ‎?) è un sistema di relazioni politiche e legali tra una persona e lo stato di Israele, espresse nei loro diritti e doveri reciproci.
Le condizioni per l'acquisizione e la cessazione della cittadinanza israeliana sono previste dalla legge israeliana, in primo luogo la "Legge sulla cittadinanza", adottata il 1º aprile 1952.

## Cittadinanza
La cittadinanza può essere ottenuta:
- Per diritto di nascita da parte dei genitori - cittadini di Israele.
- In base alla legge del ritorno.
- Per naturalizzazione.

Per diritto di nascita, la cittadinanza viene automaticamente concessa se una persona:
- Nasce in Israele da una madre o un padre che sono cittadini di Israele.
- Nasce fuori da Israele se almeno uno dei genitori è cittadino israeliano.
- Nasce dopo la morte di uno dei suoi genitori, che era cittadino israeliano.

La cittadinanza israeliana si basa sul principio di ius sanguinis. Inoltre, l'approccio israeliano alla definizione di questo diritto è più fondamentale che nella legislazione europea, che è espressa principalmente nella "legge del ritorno".
La "legge del ritorno" non ha analoghi nel mondo. Secondo questa legge, ogni ebreo ha il diritto di rimpatriare nello Stato di Israele.  La legge sul ritorno è la base giuridica per la concessione della cittadinanza israeliana ai sensi della legge sulla cittadinanza. Il diritto al rimpatrio e alla cittadinanza si applica anche a coniugi, figli e nipoti di ebrei, tutti sono considerati cittadini dal momento in cui arrivano in Israele senza passare tramite la naturalizzazione.
La legge sul ritorno non si applica alle persone impegnate in attività dirette contro il popolo ebraico o che costituiscono una minaccia per l'ordine pubblico e la sicurezza del Paese.
L'acquisizione della cittadinanza per naturalizzazione è possibile con il consenso del Ministro degli Interni. Per questo, è necessario soddisfare una serie di condizioni, incluso il soggiorno in Israele al momento della domanda, il soggiorno in Israele per almeno tre degli ultimi cinque anni, l'intenzione e la capacità di stabilirsi in Israele (fonte di reddito, disponibilità di proprietà, ecc.) e la rinuncia alla cittadinanza precedente.
Dal 1999, la cittadinanza è concessa a un coniuge di un cittadino israeliano per naturalizzazione, a meno che il coniuge non sia già sposato con la persona che è per la prima volta rimpatriata al momento dell'arrivo in Israele, in questo caso, la cittadinanza è concessa al coniuge ai sensi della legge sul ritorno.